# 斯捷帕尼夫卡 (別列佐夫卡區)
47°8′30″N 30°57′4″E / 47.14167°N 30.95111°E
斯泰潘尼夫卡（烏克蘭語：Степанівка）是位於烏克蘭西南部的村莊，由敖德萨州贝雷济夫卡区的貝雷濟夫卡市鎮負責管轄。該村始建於1845年，面積1.11平方公里，海拔高度12米，2001年人口332，人口密度每平方公里299.64人。